# Bratwursthäusle Nürnberg
Bratwursthäusle Nürnberg es en la actualidad el restaurante más antiguo de la ciudad de Núremberg, en Baviera (Alemania). Se fundó en 1313 y está situado en el centro histórico de la ciudad. Este restaurante es conocido por cocinar la Nuremberg Bratwurst original (salchichas a la parrilla). De hecho, la Unión Europea le otorgó a la Nuremberg Bratwurst la Indicación Geográfica Protegida (IGP) en 2003, como la primera salchicha de Europa.